# Pińczyce
Pińczyce – wieś w Polsce, położona w województwie śląskim, w powiecie myszkowskim, w gminie Koziegłowy. 
Słynie przede wszystkim z pięknego zabytkowego kościółka z XVIII w. i pałacu, w którym obecnie znajduje się plebania. Wokół kościoła i plebanii znajduje się również mur i dwie baszty. W Pińczycach mieści się także Szkoła Podstawowa oraz Biblioteka. Pińczyce położone są na Garbie Woźnickim, wokół nich rosną lasy.
| SIMC    | Nazwa        | Rodzaj    |
| ------- | ------------ | --------- |
| 1002946 | Brynica      | część wsi |
| 0136082 | Huta Szklana | część wsi |
| 0136142 | Podżarze     | część wsi |
| 1002975 | Trzcionki    | część wsi |

## Nazwa
Nazwa miejscowości notowana była w formach Penczicz (1415), Pyenczicze (1470-80), Pieńczyca (1667), Pinczyce (1787), Pińczyce (1827). Jest to nazwa patronimiczna od nazwy osobowej Pieniek.

## Historia
Z miejscowością wiąże się nazwisko Mikołaja Mirzowskiego, wymienianego przez Długosza jako jej właściciela.
W czasie II wojny światowej Niemcy nazywali miejscowość "Pingen".
Do 1954 roku wieś była siedzibą gminy Pińczyce, następnie do 1972 gromady Pińczyce, po kolejnej reformie znowu gminy. W latach 1975–1998 miejscowość administracyjnie należała do województwa częstochowskiego.